# Liceo Venezuela

Dr. Juan Manuel Balcázar con un grupo de enfermeras de la Cruz Roja Boliviana, en su mayoría alumnas del Liceo Venezuela

El Liceo Venezuela, fundado como Liceo Nacional de Señoritas Venezuela, fue uno de los primeros espacios de formación para mujeres en la ciudad de La Paz, Bolivia. Sede de la Fundación de la Cruz Roja de Bolivia en 1917. Actualmente funciona bajo el nombre de unidad educativa y es mixto, de acuerdo a la normativa del Ministerio de Educación de Bolivia.

## Historia

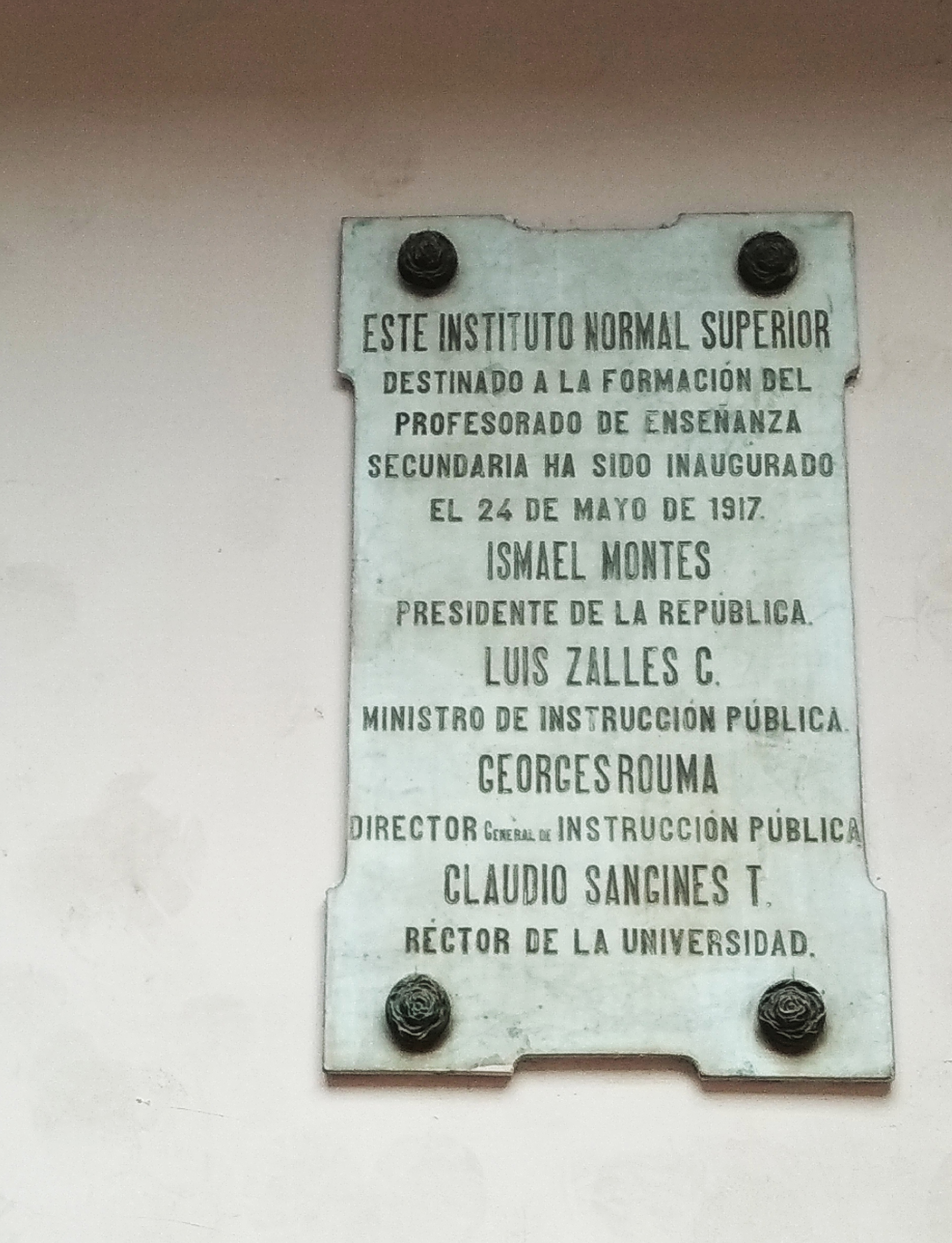

En 1906, en el edificio que acoge a esta institución se fundó la primera escuela completa de niñas formado por los niveles de Kínder y Primaria. 
Esta escuela se convierte en el primer colegio de educación secundaria para mujeres en Bolivia, mediante Decreto Supremo dictado por el presidente Eliodoro Villazón, el 12 de marzo de 1912. No fue solo el primero en la República en impartir enseñanza secundaria a mujeres, sino qué, sus métodos fueron de avanzada, la mayoría de ellos recogidos de Europa por una misión que envió el presidente Montes.
Tras la promulgación de la ley de Reforma Educativa en Bolivia, que establece la obligatoriedad de que las Unidades Educativas sean mixtas, se recibieron inscripciones de alumnos siendo irregular la permanencia de los mismos por diferentes factores.

## Infraestructura
El liceo ocupa un edificio de estilo republicano declarado patrimonio departamental,  ubicado en el centro histórico de la ciudad de La Paz. 

## Fundación de la Cruz Roja de Bolivia

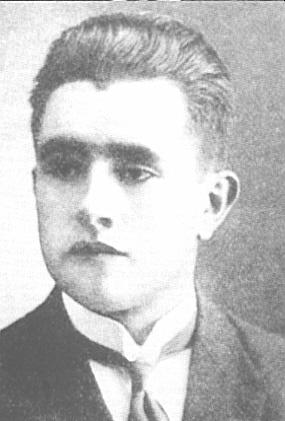
Juan Manuel Balcázar, profesor de historia natural y ciencias, fundador de la Cruz Roja Boliviana en el Liceo Venezuela, el 15 de mayo de 1917

El 15 de mayo de 1917, el Dr. Juan Manuel Balcázar, a la edad de 23 años, ya médico graduado, siendo Profesor de Historia Natural y Ciencias, funda en el Liceo Venezuela, la Cruz Roja de Bolivia (CRB) junto a profesoras y alumnas de los cursos 4º, 5º y 6º de este colegio, como asociación privada, de servicio, voluntario, autónomo, independiente y auxiliar de los poderes públicos. 
Una de estas fundadoras, Betshabé Salmón, brindaba el siguiente testimonio sobre el memorable día “Me acuerdo claramente de que una tarde, al terminar la clase, nuestro profesor de ciencias, el médico Juan Manuel Balcázar, nos pidió quedarnos por un rato y nos llevó a sesionar en otra habitación junto con chicas de otros cursos. Allá nos explicó detalladamente en qué consistía la Cruz Roja del mundo, nos mostró la labor de ella durante la Primera Guerra Mundial y nos hizo ver por qué era necesario establecerla en nuestro país. Finalmente nos pidió acompañarlo a fundarla, prometiéndonos darnos toda la instrucción necesaria para ello. Aceptamos todas con gran entusiasmo, y muy pronto estábamos cómo voluntarias practicando primeros auxilios y luciendo albos uniformes que nos proporcionó el colegio, dispuestísimas a socorrer heridos y a confortar enfermos”.
Parece no ser casual el que una organización de tales características se haya fundado en ese establecimiento educativo como el Liceo Venezuela, el cual fue resultado de la profunda reestructuración y modernización de la educación boliviana, por parte de los gobiernos liberales de principio del siglo XX. El Liceo Venezuela produjo una generación de mujeres vigorosas, que introdujeron profundas modificaciones en la sociedad boliviana, en ese entonces dominada casi exclusivamente por varones.
Dr. Juan Manuel Balcázar, dirigió la Cruz Roja de Bolivia durante un breve periodo de tiempo, acompañado por alumnas del Liceo Venezuela, durante ese periodo, al año siguiente, Fundó la Escuela de Enfermeras de la Cruz Roja, cuyo funcionamiento fue aprobado por el gobierno el 21 de febrero de 1918 y creando el título de Dama de la Cruz Roja. Una de las primeras estudiantes de los cursos de primeros auxilios fue María Josefa Saavedra, quien acudió a los mismos a instancias de Juan Manuel Balcázar. Saavedra fue la primera mujer en graduarse como abogado en Bolivia, además de ser también la primera mujer en ocupar el cargo de Ministra de la Corte Suprema de Justicia.

## Acta de Fundación de la Cruz Roja de Bolivia
El acta de fundación de la Cruz Roja de Bolivia dice: “En la ciudad de La Paz, en el Liceo de Señoritas, a horas 4 pm del día 15 de mayo de 1917, se reunieron a iniciativa e insinuación del Dr. Juan Manuel Balcázar, profesor de Historia Natural del establecimiento, la señora directora Andrée Dobois Niboyet, señoritas profesoras Rosa Infante, de Historia y Geografía; Mercedes Frías, de Dibujo; Sara Pascoe, de Gimnasia; Rita Frías, secretaria; y las alumnas de los cursos 4º, 5º y 6º, señoritas Rosa Aparicio, Antonia Aramayo, Raquel Bello,Avis von Boeck, Carmen Rosa Bozo, Eloísa Catacora, Marina David, María Teresa Granier, Esther Lanza Q., María Montes R, Enriqueta Pacheco, Esther Perou, Bethsabe Salmón Cristina Tejada, Sara Villalobos, Nemésia Zeballos y Enriqueta Zorrilla, con el objeto de fundar una sociedad que con la denominación de Cruz Roja Boliviana tenga por objeto colaborar al servicio sanitario público y muy particularmente al Ejército Nacional”.